# Kidush

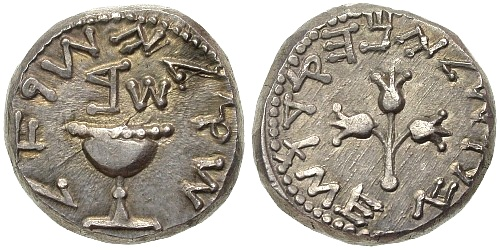
Antiguo shéquel de plata de Israel, con cáliz de kidush y tres granadas simbólicas de Judea, Samaria y Galilea, forjado en el segundo año de la primera guerra judeo-romana, 66-73

El kidush (en hebreo: קִדּוּשׁ‎, romanizado: kiddush, lit. 'santificación' o 'consagración') es una bendición que se recita sobre el vino al comienzo del Shabat (a la puesta del sol del viernes) y en otras festividades judías. El requerimiento de recitar el kidush en la noche del viernes y en las festividades es de carácter bíblico, basado en el cuarto mandamiento que marca la obligación de recordar el Shabat (Éxodo 20:8). La obligación bíblica no implica necesariamente el recitar la bendición sobre el vino, sino que la práctica de decir el kidush sobre el vino es de carácter rabínico. También se recita un kidush en la mañana del sábado y en las festividades, aunque esta es una obligación rabínica.
Se acostumbra usualmente a usar una copa de plata para recitar el kidush. Esta debe tener como mínimo una capacidad de un revi'it (en hebreo: רְבִיעִית‎, lit. 'un cuarto' o 'una cuarta parte') (150 mililitros). Después de que la persona que ofició el kidush haya tomado el vino, se distribuye el vino a los demás presentes. Durante la recitación del kidush se cubre el pan con una tela para "quitarlo de la mesa" ya que normalmente la bendición del pan debería realizarse antes de la bendición del vino. Esta cubierta también es en recordatorio del maná que estaba envuelto con rocío por abajo y por arriba estando el pan cubierto por arriba por la tela y por abajo por el mantel de la mesa.

## Kidush en la comida
El kidush se recita al inicio de la comida por requerimiento rabínico (kidush bemakom seudá). Una vez finalizado el kidush nocturno se sigue con la bendición del pan, recitada sobre dos panes enteros. En la mañana se puede cumplir con el requerimiento de decir el kidush al iniciar la comida con galletas o pasteles aunque también es apropiado bendecir el pan de la misma manera que el viernes. En algunas sinagogas que siguen el rito Askenazí se recita el kidush al finalizar el rezo de Maariv sin proceder a bendecir el pan. Quien ha escuchado el kidush de esta manera está obligado a escuchar o recitar el kidush nuevamente antes de la comida.

## Kidush de shabat por la noche
El texto del Kidush que se recita la noche del viernes según la costumbre ashkenazi traducido al español es:
| Se dice en voz baja: —Y hubo de anochecer y hubo de amanecer— El sexto día. Así fueron terminados el cielo y la tierra, y todos los seres que hay en ellos. El séptimo día, Dios concluyó la obra que había hecho, y cesó de hacer la obra que había emprendido. Dios bendijo el séptimo día y lo consagró, porque en él cesó de hacer la obra que había creado. En voz baja: —Vayehi erev, vayehi boker— Yom Ha ShiShi: Vayjulu hashamayim veha aretz ve kol tzeva-am: Vayejal Elohim bayom ha shvii melajto asher asá, vayishbot bayom hashvii mikol malajto asher asá: Va yevarej Elohim et yom ha shvii vaykadesh oto ki vo shabbat mikol melajto asher bara Elohim laasot. | :En voz baja —וַֽיְהִי־עֶ֥רֶב וַֽיְהִי־בֹ֖קֶר— י֥וֹם הַשִּׁשִּֽׁי׃ וַיְכֻלּ֛וּ הַשָּׁמַ֥יִם וְהָאָ֖רֶץ וְכָל־צְבָאָֽם׃ וַיְכַ֤ל אֱלֹהִים֙ בַּיּ֣וֹם הַשְּׁבִיעִ֔י מְלַאכְתּ֖וֹ אֲשֶׁ֣ר עָשָׂ֑ה וַיִּשְׁבֹּת֙ בַּיּ֣וֹם הַשְּׁבִיעִ֔י מִכָּל־מְלַאכְתּ֖וֹ אֲשֶׁ֥ר עָשָֽׂה׃ וַיְבָ֤רֶךְ אֱלֹהִים֙ אֶת־י֣וֹם הַשְּׁבִיעִ֔י וַיְקַדֵּ֖שׁ אֹת֑וֹ כִּ֣י ב֤וֹ שָׁבַת֙ מִכָּל־מְלַאכְתּ֔וֹ אֲשֶׁר־בָּרָ֥א אֱלֹהִ֖ים לַעֲשֽׂוֹת׃ |

| Bendito eres tú Señor, nuestro Dios, rey del universo, creador del fruto de la vid. Baruj atá Adonai, elojeinu melej haolam, bore peri hagafen. | בָּרוּךְ אַתָּה יְיָ אֱלֹהֵינוּ מֶלֶךְ הָעוֹלָם בּוֹרֵא פְּרִי הַגָּפֶן |

| Bendito eres tu Señor, nuestro Dios rey del universo que nos ha santificado con sus mandamientos y nos ha querido; Y su sagrado sabbat con amor y bondad nos ha heredado; [este es en] Conmemoración de la creación, el primero de las fechas santas y recordatorio del Éxodo de Egipto. Tu sagrado sabbat que con amor y bondad nos has legado. Bendito eres tú, Señor, que santifica el sabbat. Baruj atá Adonai, elojeinu melej haolam, asher kideshanu bemitzvotav verahtsa vanu, veshabbat kodsho beahava uvratson hin-jilanu zikaron lemá ase bereshit. Ki hu yom tejila le mikrae kodesh, zejer litsiá mitzrayim. Ki vanu vajarta, veotanu kidashta mikol ha-amim,veshabbat kodsheja be-ahava uvratzon hinjaltanu. Baruj atá Adonai, mekadesh ha shabbat. | בָּרוּךְ אַתָּה יְיָ אֱלֹהֵינוּ מֶלֶךְ הָעוֹלָם, אֲשֶׁר קִדְּשָׁנוּ בְּמִצְוֹתָיו וְרַָצָה בָנוּ, וְשַׁבָּת קָדְשׁוֹ בְּאַהֲבָה וּבְרָצוֹן הִנְחִילָנוּ, זִכָּרוֹן לְמַעֲשֵׂה בְרֵאשִׁית. כִּי הוּא יוֹם תְּחִלָּה לְמִקְרָאֵי קֹדֶשׁ זֵכֶר לִיצִיאַת מִצְרָיִם. כִּי בָנוּ בָחַרְתָּ וְאוֹתָנוּ קִדַּשְׁתָּ מִכָּל הָעַמִּים וְשַׁבָּת קָדְשְׁךָ בְּאַהֲבָה וּבְרָצוֹן הִנְחַלְתָּנוּ. בָּרוּךְ אַתָּה יְיָ מְקַדֵּשׁ הַשַׁבָּת. |

## Kidush de shabat por la mañana
Esta oración es conocida como Veshamru —Y Guardarán—:
| Guardarán, pues, el shabat los hijos de Israel: celebrándolo por sus edades por pacto perpetuo: Señal es para siempre entre mí y los hijos de Israel; porque en seis días hizo Dios los cielos y la tierra, y en el séptimo día cesó, y reposó. Veshamru Beney Yishrael et hashabbat laasot et hashabbat ldorotam brit olam, beyney uvein beney yishrael, ot hi le olam Ki sheshet yamin asah Adonai et hashamayim veet ha aretz uvayom hshvii shabbat vayenafash | וְשָׁמְר֥וּ בְנֵֽי־יִשְׂרָאֵ֖ל אֶת־הַשַּׁבָּ֑ת לַעֲשׂ֧וֹת אֶת־הַשַּׁבָּ֛ת לְדֹרֹתָ֖ם בְּרִ֥ית עוֹלָֽם׃ בֵּינִ֗י וּבֵין֙ בְּנֵ֣י יִשְׂרָאֵ֔ל א֥וֹת הִ֖וא לְעֹלָ֑ם כִּי־שֵׁ֣שֶׁת יָמִ֗ים עָשָׂ֤ה יְהוָה֙ אֶת־הַשָּׁמַ֣יִם וְאֶת־הָאָ֔רֶץ וּבַיּוֹם֙ הַשְּׁבִיעִ֔י שָׁבַ֖ת וַיִּנָּפַֽשׁ׃ ס |

Acuérdate del día del shabat, para santificarlo: Seis días trabajarás, y harás toda tu obra; Mas el séptimo día será reposo para el Señor tu Dios: no harás en él obra alguna, tú, ni tu hijo, ni tu hija, ni tu siervo, ni tu criada, ni tu bestia, ni tu extranjero que está dentro de tus puertas: Porque en seis días hizo Dios los cielos y la tierra, la mar y todas las cosas que en ellos hay, y reposó en el séptimo día: por tanto Dios bendijo el día del shabat y lo santificó.

Baruj Atá Adonai Eloheinu Melej HaOlam Boré Pri Hagafén.
Bendito eres Adonai Dios nuestro, Rey del Universo, Creador del fruto de la vid.